# Karel Kolský
Karel Kolský (Kročehlavy, 21 de setembro de 1914 — Pilsen, 2 de fevereiro de 1984) foi um futebolista e treinador de futebol tcheco que atuava como meia.

## Carreira
Karel Kolský fez parte do elenco da Tchecoslováquia, na Copa do Mundo de 1938.